# Riverdale (2.ª temporada)
A segunda temporada de Riverdale foi anunciada pela The CW em 7 de março de 2017. Roberto Aguirre-Sacasa continua como showrunner e produtor executivo. A segunda temporada estreou em 11 de outubro de 2017.

## Elenco e personagens

### Principal
- KJ Apa como Archibald "Archie" Andrews
- Lili Reinhart como Elizabeth "Betty" Cooper
- Camila Mendes como Veronica Lodge
- Cole Sprouse como Forsythe "Jughead" Jones III
- Marisol Nichols como Hermione Lodge
- Madelaine Petsch como Cheryl Blossom
- Ashleigh Murray como Josephine "Josie" McCoy
- Mark Consuelos como Hiram Lodge
- Casey Cott como Kevin Keller
- Skeet Ulrich como Forsythe "F.P." Jones II
- Mädchen Amick como Alice Cooper
- Luke Perry como Frederick "Fred" Andrews

### Recorrente
- Martin Cummins como Tom Keller
- Robin Givens como Sierra McCoy
- Nathalie Boltt como Penelope Blossom
- Lochlyn Munro como Hal Cooper
- Peter James Bryant como Waldo Weatherbee
- Charles Melton como Reginald "Reggie" Mantle
- Jordan Calloway como Chuck Clayton
- Asha Bromfield como Melody Valentine
- Cody Kearsley como Marmaduke "Moose" Mason
- Hayley Law como Valerie Brown
- Shannon Purser como Ethel Muggs
- Major Curda como Dilton Doiley
- Tiera Skovbye como Polly Cooper
- Barbara Wallace como Roseanne "Rose" Blossom
- Alvin Sanders como Pop Tate
- Molly Ringwald como Mary Andrews
- Scott McNeil como Gerald "Tall Boy" Petite
- Moses Thiessen como Ben Button
- Emilija Baranac como Midge Klump
- Brit Morgan como Penny Peabody
- Stephan Miers como Andre
- Vanessa Morgan como Antoinette "Toni" Topaz
- Jordan Connor como Sweet Pea
- Drew Ray Tanner como Fangs Fogarty
- Graham Phillips como Nick St. Clair
- Tommy Martinez como Malachai
- Cameron McDonald como Joseph Svenson
- Beverley Breuer como Irmã Woodhouse
- Hart Denton como Chic
- John Behlmann como Arthur Adams
- Barclay Hope como Claudius Blossom
- Henderson Wade como Michael Minetta

### Convidado
- Colin Lawrence como Floyd Clayton
- Sarah Habel como Geraldine Grundy
- Rob Raco como Joaquin DeSantos
- Trevor Stines como Jason Blossom
- Barclay Hope como Clifford Blossom
- Tom McBeath como Smithers
- Julian Haig como Elio Grande

## Produção
A emissora The CW confirmou a segunda temporada de Riverdale em 7 de março de 2017. Roberto Aguirre-Sacasa continua como showrunner e produtor executivo, e já temos alguns atores confirmados para o elenco. Dentre eles estão o ator Mark Consuelos, que interpretará Hiram Lodge, e Charles Melton, que foi escolhido para assumir o papel de Reginald "Reggie" Mantle a partir da segunda temporada depois que Ross Butler deixou a série devido aos seus compromissos como um membro do elenco principal de 13 Reasons Why.
Casey Cott e Skeet Ulrich, que interpretaram Kevin Keller e Forsythe "F.P." Jones II, respectivamente, como personagens recorrentes na primeira temporada da série, foram promovidos para o elenco principal na segunda temporada.
A segunda temporada estreou em 11 de outubro de 2017.

## Episódios
| N.º na série | N.º na temp. | Título | Dirigido por      | Escrito por                              | Exibição original      | Cód. de produção | Audiência (milhões) |
| --- | ------------ | --- | ----------------- | ---------------------------------------- | ---------------------- | ---------------- | ------------------- |
| 14 | 1            | "Chapter Fourteen: A Kiss Before Dying" "(Capítulo Quatorze: Um Beijo Antes de Morrer)" (BR)                    | Rob Seidenglanz   | Roberto Aguirre-Sacasa                   | 11 de outubro de 2017  | T13.20801        | 2.34                |
| Após ser baleado, Fred é levado ao hospital por Archie, a quem seus amigos rapidamente encontram. O xerife Keller consegue uma descrição do atirador através de Archie e o chama para um reconhecimento, mas nenhum dos homens do reconhecimento é o atirador. Quando Veronica procura os pertences de Fred, Archie percebe que sua carteira desapareceu. Betty e Jughead vão ao Pop's para procurar a carteira, mas não encontram nada; em vez disso, eles descobrem através de Pop que o atirador não roubou dinheiro do registro, o que significa que aquilo foi na verdade um ataque contra Fred. Jughead pede para as Serpentes do Sul investigarem o tiroteio, mas não tem resultado. Veronica acusa Hermione de contratar um assassino para matar Fred, mas ela nega isso e as tensões aumentam entre as duas quando Veronica não sabe se sua mãe está falando a verdade. Enquanto isso, Cheryl intimida Penelope—que sofre várias queimaduras devido ao incêndio em sua mansão e é hospitalizada—, obrigando-a a mentir, dizendo que o ocorrido foi um acidente. Fred sobrevive aos seus ferimentos. Hiram volta para Riverdale, aumentando ainda mais as tensões na família Lodge. Na cidade vizinha de Greendale, a Sra. Grundy é esfaqueada no pescoço até a morte pelo atirador de Fred.                                                          |              | |                   |                                          |                        |                  |                     |
| 15 | 2            | "Chapter Fifteen: Nighthawks" "(Capítulo Quinze: Falcões Noturnos)" (BR)                                        | Allison Anders    | Michael Grassi                           | 18 de outubro de 2017  | T13.20802        | 1.76                |
| Depois de descobrir sobre o assassinato da Sra. Grundy, Archie, cada vez mais angustiado, suspeita que sua morte esteja relacionada com o ataque contra Fred, o que o impulsiona a conseguir uma arma com Dilton Doiley. Após o tiroteio, os negócios no Pop's Chock'lit Shoppe diminuíram, o que faz Pop considerar vender o restaurante, mas Betty convence Pop a deixá-la dar uma festa para aumentar os negócios. Jughead descobre que F.P. enfrenta 20 anos de prisão e busca a ajuda de Penny Peabody, uma Serpente advogada, que aconselha Jughead a pedir para os Blossom testemunharem a favor de F.P. Inicialmente, Cheryl se recusa, mas acaba cedendo quando Betty a ameaça com o vídeo do assassinato de Jason. Com o testemunho de Cheryl, o juiz decide revisitar a sentença de F.P. Hiram discretamente compra o restaurante de Pop, mas diz para Veronica que fez uma "doação de caridade". Na floresta, Moose Mason e Midge Klump usam jingle jangle (uma nova droga em Riverdale), e, ao usarem a droga, são baleados pelo atirador de Fred. |              | |                   |                                          |                        |                  |                     |
| 16 | 3            | "Chapter Sixteen: The Watcher in the Woods" "(Capítulo Dezesseis: O Observador da Floresta)" (BR)               | Kevin Sullivan    | Ross Maxwell                             | 25 de outubro de 2017  | T13.20803        | 1.62                |
| Kevin, que estava na floresta, ouve os tiros e corre, encontrando Midge chorando. Moose, que protegeu Midge do tiroteio, é hospitalizado e sobrevive. Após o incidente, Archie encontra um grupo de vigilantes chamado Círculo Vermelho, para proteger os alunos de Riverdale High. Os Cooper recebem uma carta do "Capuz Negro", assumindo a responsabilidade pelos tiroteios e pelo assassinato da Sra. Grundy, deixando a carteira de Fred e os óculos de Grundy como prova. Enquanto isso, Jughead inicia sua permanência em Southside High e reabre o jornal da escola, o Vermelho e Preto. Kevin continua saindo durante a madrugada, o que preocupa Betty. Betty o segue em uma de suas corridas, o que faz com que ele se irrite com ela. Hiram diz para Archie que ele precisa utilizar as armas principais do Capuz Negro no Círculo Vermelho. Com base nisso, o Círculo Vermelho faz um vídeo ameaçando o Capuz Negro. |              | |                   |                                          |                        |                  |                     |
| 17 | 4            | "Chapter Seventeen: The Town That Dreaded Sundown" "(Capítulo Dezessete: A Cidade Que Temia o Pôr-do-Sol)" (BR) | Jason Stone       | Amanda Lasher                            | 1 de novembro de 2017  | T13.20804        | 1.51                |
| O vídeo viral de Archie resulta em repercussões negativas, pois o diretor Waldo Weatherbee exige que ele desfaça o Círculo Vermelho. Apesar de Archie se recusar, o Círculo Vermelho se desfaz devido ao fato de o time de futebol estar suspenso, mas depois se reergue quando Archie se vira contra as Serpentes, e o ajuda em uma briga, na qual Dilton é ferido. Veronica descobre que Archie pretende matar o Capuz Negro e o convence a se livrar de sua arma. Betty recebe uma carta do Capuz Negro, que revela que seu discurso no jubileu inspirou suas ações e lhe dá um criptograma que só ela pode decifrar. A prefeita Sierra McCoy (a mãe de Josie) organiza uma reunião na cidade para discutir o que fazer com o Capuz Negro, onde Alice culpa as Serpentes, mas Fred argumenta contra deixar o medo os controlar. Betty e Jughead descobrem que o Capuz Negro pretende atacar a prefeitura e evacuam a reunião, antes de mostrar a carta para os pais dela, o xerife Keller e a prefeita McCoy. Mais tarde, Betty recebe uma ligação do Capuz Negro. |              | |                   |                                          |                        |                  |                     |
| 18 | 5            | "Chapter Eighteen: When a Stranger Calls" "(Capítulo Dezoito: Quando um Estranho Liga)" (BR)                    | Ellen Pressman    | Aaron Allen                              | 8 de novembro de 2017  | T13.20805        | 1.47                |
| O Capuz Negro revela para Betty que sabe onde Polly está e ameaça matá-la, a menos que ela publique uma manchete de Alice, que na época era uma adolescente do Lado Sul da cidade; então, ela publica. Hiram convida os St. Clair, amigos dos Lodge em Nova York. No Lado Sul, Jughead tenta impedir que Sweet Pea e as Serpentes explodam o escritório do Riverdale Register e decide se juntar à gangue para evitar violência desnecessária. A próxima ligação de Betty vinda do Capuz Negro a obriga a cortar laços com Veronica e Jughead, o que ela confia a Archie. No evento da casa aberta do alojamento, Nick St. Clair droga Cheryl e a leva de volta ao quarto do hotel para estuprá-la, mas é impedido e espancado por Veronica e as Gatinhas. Betty recebe uma ligação do Capuz Negro lhe dizendo para ir até uma casa abandonada, onde ela encontrará quem é o Capuz Negro. Jughead e Toni se acomodam em seu trailer, onde ele diz que seu relacionamento com Betty acabou; eles se beijam. De volta à casa de Betty, o Capuz Negro diz para ela que, ao contar para Archie, ela quebrou as regras e agora ele matará Polly, a menos que ela lhe dê o nome de algum "pecador" para que ele possa matar; então, Betty nomeia Nick St. Clair por sua tentativa de estupro.                                                                       |              | |                   |                                          |                        |                  |                     |
| 19 | 6            | "Chapter Nineteen: Death Proof" "(Capítulo Dezenove: Prova de Morte)" (BR)                                      | Maggie Kiley      | Tessa Leigh Williams & Arabella Anderson | 15 de novembro de 2017 | T13.20806        | 1.43                |
| O Capuz Negro desafia Betty a descobrir a identidade do Sugarman, que vem fornecendo jingle jangle para Riverdale. Cheryl quer prestar acusações contra Nick, a quem o Capuz Negro não atacou, mas Penelope concorda em não prestar queixa em troca de dinheiro dos St. Clair. Archie vai para Southside High, onde ele salva Jughead de uma invasão organizada por McCoy e pelo xerife Keller. Tall Boy, o homem aliado de F.P., negocia um acordo com os Ghoulies, os negociantes de jingle jangle. Jughead e Archie visitam F.P., que diz para Jughead desafiar os Ghoulies com uma corrida. Durante a corrida, Archie puxa o freio do carro de Jughead e revela que chamou o xerife Keller, que prende o líder dos Ghoulies. Veronica convence Hiram e Hermione a pararem de investir com os St. Clair, enquanto Cheryl faz o mesmo com Penelope. Mais tarde, os Lodge recebem uma ligação dizendo que os St. Clair sofreram um acidente na estrada, mas vão se recuperar em alguns meses. Penelope revela para Cheryl que o Sugarman é Robert Philips; mais tarde, Cheryl conta para Betty, que o expõe no Azul e Ouro. Posteriormente, Philips é preso e baleado pelo Capuz Negro na prisão. |              | |                   |                                          |                        |                  |                     |
| 20 | 7            | "Chapter Twenty: Tales from the Darkside" "(Capítulo Vinte: Contos do Lado Obscuro)" (BR)                       | Dawn Wilkinson    | James DeWille                            | 29 de novembro de 2017 | T13.20807        | 1.45                |
| Depois de matar Phillips, o Capuz Negro deixa uma carta no Pop's desafiando Riverdale a passar 48 horas sem pecar, ou ele matará novamente. Jughead é recrutado por Penny Peabody para entregar uma caixa de drogas para retribuir sua ajuda anterior, o que ele entrega junto com Archie. Ela diz que será uma única vez, porém, mais tarde, Jughead descobre que ela estava mentindo. Josie começa a receber mensagens estranhas de um admirador secreto, que parece ser Cheryl, assim como uma caixa com o coração de um porco. A prefeita McCoy a repreende por chegar tarde em casa, revelando que tem recebido ameaças de morte. Betty, percebendo que Phillips foi morto no escritório do xerife, acredita que o xerife Keller possa ser o Capuz Negro. Ela investiga, mas Keller consegue provar que não é o Capuz Negro. No entanto, Betty e Veronica descobrem que ele está tendo um caso com a prefeita McCoy. Archie, Jughead, Betty, Veronica, Josie e Cheryl estão todos no Pop's. Depois que Jughead vai embora para visitar F.P, o Capuz Negro liga para Pop e informa que Riverdale falhou no desafio; então, Pop anuncia sombriamente que "Ele está vindo atrás de nós". |              | |                   |                                          |                        |                  |                     |
| 21 | 8            | "Chapter Twenty-One: House of the Devil" "(Capítulo Vinte e Um: A Casa do Diabo)" (BR)                          | Kevin Sullivan    | Yolonda Lawrence                         | 6 de dezembro de 2017  | T13.20808        | 1.48                |
| F.P. é solto da prisão e começa a trabalhar no Pop's, com a intenção de sair das Serpentes. Jughead e Betty decidem dar uma festa de "aposentadoria" para F.P. no Whyte Worm; então, eles recrutam Archie e Veronica para fazer o trabalho de detetive. Enquanto Jughead se reconecta com seu pai, Betty vai ao Whyte Worm para organizar a festa. Lá, ela conhece Toni e conta para ela que quer vigiar Jughead. Archie e Veronica seguem uma pista de um assassino em série do passado chamado de Ceifador, que matou uma família de quatro pessoas antes de ser morto por um grupo de homens. A investigação os leva a descobrir que havia um quinto membro da família, que eles descobrem ser o zelador da escola, Joseph Svenson. Archie e Veronica confrontam Svenson, mas percebem que ele não é o Capuz Negro. Na festa, F.P., que está perturbado por Jughead ter ajudado Peabody, decide ficar com as Serpentes. No lado de fora, Veronica termina com Archie após uma discussão sobre o amor. Jughead, não querendo atrair Betty para os assuntos das Serpentes, também termina seu relacionamento. |              | |                   |                                          |                        |                  |                     |
| 22 | 9            | "Chapter Twenty-Two: Silent Night, Deadly Night" "(Capítulo Vinte e Dois: Noite Silenciosa, Noite Mortal)" (BR) | Rob Seidenglanz   | Shepard Boucher                          | 13 de dezembro de 2017 | T13.20809        | 1.43                |
| Fred recebe uma conta hospitalar de 86 mil dólares. Quando não consegue convencer seus pais a ajudar Fred, Veronica entra escondida no escritório de Hiram e descobre que ele comprou o Pop's. Mais tarde, ela convence Hiram e Hermione a pararem de esconder segredos dela e ajudarem Fred. Jughead reúne as Serpentes jovens, que sequestram Peabody e cortam sua tatuagem de Serpente. Betty e Archie recebem uma caixa do Capuz Negro que contém o dedo de Svenson. Então, eles recebem uma ligação do Capuz Negro, que os desafia a encontrar Svenson. Eles conseguem encontrar a localização de Svenson, mas encontram um caixão vazio em vez disso. Então, o Capuz Negro chega e tenta obrigar Betty a enterrar Archie vivo, mas foge quando a polícia chega. Depois de uma perseguição, Keller atira e mata o Capuz Negro antes que ele consiga escapar. Então, é revelado que o Capuz Negro é o próprio Svenson. Mais tarde, com o Capuz Negro morto, Veronica e Archie reatam seu relacionamento, enquanto Betty joga fora todas as suas descobertas em relação a Svenson, mas guarda o capuz que ele a deu anteriormente. |              | |                   |                                          |                        |                  |                     |
| 23 | 10           | "Chapter Twenty-Three: The Blackboard Jungle" "(Capítulo Vinte e Três: A Selva do Quadro-Negro)" (BR)           | Tim Hunter        | Britta Lundin & Brian E. Paterson        | 17 de janeiro de 2018  | T13.20810        | 1.44                |
| Os Lodge fazem um acordo com a prefeita McCoy por um terreno que envolve o fechamento de Southside High, fazendo com que Jughead, Toni, Sweet Pea e outras Serpentes sejam transferidos para Riverdale High, colocando-os em desacordo com outros alunos. Archie é abordado pelo agente do FBI, Adams, que quer sua ajuda para encontrar provas dos negócios criminais de Hiram. Archie concorda em ajudar em troca de imunidade para Veronica e Fred. Archie investiga Nick, pois acredita que Hiram estava por atrás de seu acidente de carro, o que quebrou suas duas pernas. Apesar das objeções de Hal, Betty e Alice localizam o filho de Alice, que ela levou para a adoção, Chic. Inicialmente, Chic se recusa a ir com elas, mas Betty retorna à sua residência e o salva de um assalto, levando-o para a casa dos Cooper. Jughead, seguindo o conselho de F.P., faz com que seus colegas Serpentes passem despercebidos. Archie revela para Adams que duvida que Svenson realmente era o Capuz Negro. Naquela noite, Chic entra no quarto de Betty enquanto ela dorme. |              | |                   |                                          |                        |                  |                     |
| 24 | 11           | "Chapter Twenty-Four: The Wrestler" "(Capítulo Vinte e Quatro: O Lutador)" (BR)                                 | Gregg Araki       | Greg Murray & Devon Turner               | 24 de janeiro de 2018  | T13.20811        | 1.39                |
| O Dia de Pickens, um dia em memória do fundador de Riverdale, se aproxima. Archie tenta entrar no time de luta livre para impressionar Hiram, um ex-lutador. Betty descobre que Chic é um modelo de webcam, e tenta se aproximar dele. Jughead entrevista o avô de Toni para um projeto escolar, sabendo que ele é membro de uma tribo nativa americana que foi massacrada por Pickens. Jughead publica a história, aumentando as tensões entre os dois lados da cidade. No festival do Dia de Pickens, as Serpentes protestam contra o evento, mas Hiram consegue contornar positivamente a situação com suas palavras. Naquela noite, Archie se encontra com Hiram, que lhe oferece sua tutela nos negócios, o que Archie aceita. Na manhã seguinte, a prefeita McCoy, o xerife Keller e os Lodge se encontram na estátua de Pickens, que foi decapitada. |              | |                   |                                          |                        |                  |                     |
| 25 | 12           | "Chapter Twenty-Five: The Wicked and the Divine" "(Capítulo Vinte e Cinco: O Malvado e o Divino)" (BR)          | Rachel Talalay    | Roberto Aguirre-Sacasa                   | 31 de janeiro de 2018  | T13.20812        | 1.34                |
| A crisma de Veronica se aproxima, trazendo muitos membros e colegas de negócios da família Lodge para Riverdale. Enquanto trabalha como garçom em um jogo de pôquer com Hiram e seus associados, Archie descobre que Hiram é um mafioso e seus associados estão planejando "removê-lo" após a crisma de Veronica. Archie avisa Hiram sobre isso e, mais tarde, Hiram organiza a morte deste mafioso. Enquanto isso, a prefeita McCoy orquestrou o despejo de todas as Serpentes de seu trailer park. Jughead e Betty são alertados sobre a localização da cabeça de Pickens através do dono de um lixão, que lhes dá provas de que Tall Boy decapitou a estátua. Jughead e F.P. colocam Tall Boy em um julgamento, que revela que Hiram o ajudou a organizar uma revolta para que Tall Boy pudesse afastar F.P. e Jughead das Serpentes. Betty e Jughead se reconciliam. Um homem estranho vai à casa do Cooper e pergunta sobre Chic. Mais tarde, Betty volta para casa e encontrar Alice limpando o sangue do homem. |              | |                   |                                          |                        |                  |                     |
| 26 | 13           | "Chapter Twenty-Six: The Tell-Tale Heart" "(Capítulo Vinte e Seis: O Coração Revelador)" (BR)                   | Julie Plec        | Michael Grassi                           | 7 de fevereiro de 2018 | T13.20813        | 1.28                |
| Betty e Alice limpam o corpo do homem e o descartam com a ajuda de Jughead e F.P. Jughead envia a cabeça da estátua de Pickens para os Lodge, o que Hiram acredita ser uma declaração de guerra. A prefeita McCoy tenta tomar controle de seu acordo com os Lodge, e os Lodge se preparam para expor seu caso com o xerife Keller. No entanto, Veronica, a alerta sobre isso, e McCoy renuncia seu cargo. O agente Adams tenta armar para que Archie lhe dê informações, chantageando Archie para que ele plante uma escuta no escritório de Hiram. No entanto, Archie revela isso para Hiram. O motorista de Hiram leva Archie até um local privado para se encontrar com o "chefe", que é revelado ser Hermione. Hermione diz para Archie que Adams é, na verdade, um dos capangas dos Lodge e que tudo foi um teste, que Archie passou. Hermione lhe dá as boas-vindas à família. |              | |                   |                                          |                        |                  |                     |
| 27 | 14           | "Chapter Twenty-Seven: The Hills Have Eyes" "(Capítulo Vinte e Sete: As Colinas Têm Olhos)" (BR)                | David Katzenberg  | Ross Maxwell                             | 7 de março de 2018     | T13.20814        | 1.26                |
| Hiram sugere que Archie, Veronica, Betty e Jughead vão para a casa do lago dos Lodge para um momento romântico. Cheryl, chateada por não ser convidada, liga para Jughead e conta sobre o beijo de Betty e Archie, o que causa tensão dentro do grupo. Veronica e Jughead se beijam para "igualar o campo de jogo". Mais tarde, as garotas vão para a cidade enquanto os garotos têm uma discussão sobre as ligações mútuas entre os quatro. De volta à Riverdale, Josie conta para Kevin sobre o caso de seus pais. Cheryl revela para Toni que já teve uma relação "amizade-transformada-em-lésbica" que foi arruinada por Penelope. Na casa do lago, as tensões aparecem novamente quando Jughead e Betty descobrem que Hiram comprou o trailer park e o Riverdale Register. Um grupo de homens com quem Veronica interagiu na cidade invade a casa, mas Veronica ativa um alarme silencioso. Um dos homens de Hiram chega e mata um dos intrusos, e os quatro retornam para Riverdale. |              | |                   |                                          |                        |                  |                     |
| 28 | 15           | "Chapter Twenty-Eight: There Will Be Blood" "(Capítulo Vinte e Oito: Haverá Sangue)" (BR)                       | Mark Piznarski    | Aaron Allen                              | 14 de março de 2018    | T13.20815        | 1.19                |
| Jughead continua investigando os planos dos Lodge, mas não consegue usar o que encontra. Hiram e Hermione se oferecem para financiar a campanha de Fred para prefeito. Hal pede o divórcio para Alice e Polly retorna para Riverdale, enquanto Betty desconfia de Chic. O testamento secreto de Clifford é lido, o que distribui dinheiro para qualquer um que tenha sangue dos Blossom, incluindo os Cooper. Quando Chic se recusa a fazer um teste de DNA, Betty rouba seu fio dental para fazer seu próprio teste. O irmão gêmeo de Clifford, Claudius, retorna. Smithers entrega para Jughead uma pista sobre a prisão de Shankshaw. Graças ao contato interno de F.P., eles descobrem a verdade sobre os planos dos Lodge, o que obriga os Lodge a contar para Fred: eles querem transformar Southside High em uma prisão privada e a habitação que Fred está construindo será para os funcionários da prisão. Fred se recusa a concorrer para prefeito, então Hermione decide concorrer em seu lugar. Betty descobre que Chic não é quem diz ser e o confronta. Archie se submete a um ritual de sangue com Hiram. Claudius e Penelope planejam colocar sua casa "em ordem", incluindo Nana e Cheryl, que escuta o plano. |              | |                   |                                          |                        |                  |                     |
| 29 | 16           | "Chapter Twenty-Nine: Primary Colors" "(Capítulo Vinte e Nove: Cores Primárias)" (BR)                           | Sherwin Shilati   | James DeWille                            | 21 de março de 2018    | T13.20816        | 1.16                |
| Jughead descobre que Southside High será transformada em uma prisão e decide entrar em greve de fome para protestar. Ao saber disso, Hiram acelera o processo da demolição, de modo que as Serpentes que estão no ensino médio se acorrentem à escola para protestar. Fred tenta encerrar seu contrato com os Lodge, o que leva a uma disputa legal. Hiram pede para Archie tirar as correntes das Serpentes, o que Archie obedece em troca de Fred ser liberado de seu contrato. Betty descobre que o pai de Chic não é Hal e os dois trocam ameaças. Penelope e Claudius tentam matar Nana Rose, mas ela sobrevive. Veronica concorre para presidente do grêmio estudantil, mas seus segredos fazem com que sua campanha sofra um impacto, e Betty diz que não pode mais confiar nela. Após o protesto, Jughead diz para Betty que quer concorrer à presidência do grêmio estudantil, e Betty decide ir morar com Jughead para evitar Chic. Cheryl diz para Penelope que sabe o que ela fez, o que faz com que Penelope interne Cheryl em uma instituição de tratamento mental. Livre de seu contrato com os Lodge, Fred anuncia que irá concorrer a prefeito contra Hermione. |              | |                   |                                          |                        |                  |                     |
| 30 | 17           | "Chapter Thirty: The Noose Tightens" "(Capítulo Trinta: O Nó Fica Apertado)" (BR)                               | Alexis Ostrander  | Britta Lundin & Brian E. Paterson        | 28 de março de 2018    | T13.20817        | 0.96                |
| A candidatura de Hermione para prefeita é considerada arriscada pelos companheiros mafiosos Kowalski e Martin, acreditando que isso pode levar a uma investigação indesejada. Eles exigem um corte de 25% dos lucros da prisão, o que Hiram recusa. Archie assusta os dois a abandonar o acordo com a ajuda de Reggie e outros atletas de Riverdale. Enquanto isso, o carro pertencente ao homem que Chic matou é encontrado. A dona do carro exige 10 mil dólares dos Coopers para impedi-la de ir à polícia, mas Jughead e os Serpentes a assustam. Alice manda Chic embora e pede desculpas aos Serpentes por seus anos falando mal deles. Toni e Veronica descobrem por Nana Rose que Cheryl foi levada para as Irmãs da Misericórdia. Toni, Veronica e Kevin resgatam Cheryl, e Toni e Cheryl se beijam. Cheryl logo retorna para Riverdale High, que ela declara que "vai queimar". |              | |                   |                                          |                        |                  |                     |
| 31 | 18           | "Chapter Thirty-One: A Night to Remember" "(Capítulo Trinta e Um: Uma Noite para Recordar)" (BR)                | Jason Stone       | Arabella Anderson & Tessa Leigh Williams | 18 de abril de 2018    | T13.20818        | 1.10                |
| Durante um ensaio da produção musical Carrie: A Estranha de Riverdale High, Cheryl mostra para aqueles que questionam sua habilidade de desempenhar o papel principal de Carrie White, demonstrando sua capacidade de cantar. Depois do ensaio, Kevin confessa para Jughead que recebeu várias ameaças exigindo que o papel de Carrie fosse reformulado, supostamente pelo Capuz Negro. Kevin cede e Midge substitui Cheryl como Carrie. Tensões surgem entre Archie e Fred depois que ele descobre que Hiram comprou para Archie seu primeiro carro, para o qual Archie avisa Hiram para não ficar entre ele e seu pai. Cheryl, mergulhada em sangue, confronta sua mãe por suas ações contra a família e exige que ela seja emancipada. Durante a performance do musical, uma parede fixa é movida e revela Midge pendurada na parede com facas, assassinada pelo Capuz Negro que deixa um aviso de seu retorno. |              | |                   |                                          |                        |                  |                     |
| 32 | 19           | "Chapter Thirty-Two: Prisoners" "(Capítulo Trinta e Dois: Prisioneiros)" (BR)                                   | Jennifer Phang    | Cristine Chambers                        | 25 de abril de 2018    | T13.20819        | 1.17                |
| Após o funeral de Midge, sua mãe, Cheryl e as River Vixens culpam o xerife Keller por sua morte e por não fazer um trabalho adequado, levando-o a considerar a demissão. Archie é seqüestrado por Nick St. Clair, que exige um resgate dos Lodge. Com seus pais pouco dispostos a pagar e sem o dinheiro, Veronica finge ter relações sexuais com Nick em troca da liberdade de Archie. Archie consegue escapar e junto com Veronica mantêm Nick como resgate. Enquanto isso, Betty e Jughead investigam Chic e descobrem através das Irmãs da Misericórdia que ele é um impostor, o que resulta em seu aprisionamento. Betty entra em contato secretamente com Capuz Negro, onde o bandido se oferece em se livrar de Chic. Betty faz Chic confessar que ele assassinou seu verdadeiro irmão, Charles, por acidente e então o entrega ao Capuz Negro, deixando-o morrer. |              | |                   |                                          |                        |                  |                     |
| 33 | 20           | "Chapter Thirty-Three: Shadow of a Doubt" "(Capítulo Trinta e Três: Sombra de Dúvida)" (BR)                     | Gregory Smith     | Yolanda E. Lawrence                      | 2 de maio de 2018      | T13.20820        | 1.11                |
| Betty diz a Cheryl que ela acredita que Hal é o Capuz Negro. Hiram reinicia o Círculo Vermelho na esperança de causar inquietação e ajuda a campanha de Hermione. Moose revela que Midge estava tendo um caso com Fangs, e todos o acusam de assassinato. Um corpo, primeiro pensado para ser Chic, é encontrado e Betty revela que ela se sente culpada por sua morte presumida. Fangs é preso na escola. Membros do Círculo Vermelho danificam o Whyte Worm, e Reggie depois revela que Hiram está jogando um contra o outro. Betty e Cheryl visitam uma sala que está sendo paga por Hal e encontram o mesmo livro usado pelo Capuz Negro para chantagear anteriormente. Depois que o Capuz Negro ataca o debate da prefeitura, Veronica quer que sua mãe pare de concorrer, mas ela insiste em continuar. Betty confronta seu pai e organiza uma reunião com ele mais tarde. O Capuz Negro aparece então na porta de Cheryl. Fangs é liberto da prisão por não ter provas sobre seu envolvimento no assassinato de Midge e a população se revolta e pretende linchá-lo. Reggie vai até a delegacia e tenta atirar em Fangs, mas é impedido por Archie. Fangs é Morto a tiros por outra pessoa. |              | |                   |                                          |                        |                  |                     |
| 34 | 21           | "Chapter Thirty-Four: Judgment Night" "(Capítulo Trinta e Quatro: A Noite do Julgamento)" (BR)                  | Cherie Nowlan     | Shepard Boucher                          | 9 de maio de 2018      | T13.20821        | 1.00                |
| O Capuz Negro ataca Cheryl, mas ela o fere com um arco e flecha. Reggie é acusado de ser atirador de Fangs, mas mais tarde é revelado ser a mãe de Midge. Veronica descobre que Hiram planejava revelar o caso de Hermione com Fred, mas Hermione revela seu envolvimento, pois isso destruiria a campanha de Fred. O filho de um mafioso, cuja morte foi causada por Hiram, mata Andre e invade o apartamento dos Lodge em busca de vingança, mas Hermione dispara nele várias vezes até ele ser morto. Os Ghoulies são libertados da prisão e atacam o Pop's Chock'lit Shoppe. Enquanto isso, Hal se revela como o Capuz Negro para Betty e Alice. Depois de admitir que não atacou o debate, ele é subjugado por Betty e preso. Fred, que está usando um colete à prova de balas, é baleado por um homem de capuz preto, e Betty e Archie percebem que o homem não era Hal. Penny Peabody ressurge e mantém Toni em cativeiro, mas Jughead e Cheryl a ajudam a escapar. F.P. avisa aos Serpentes sobre a morte de Fangs, e os Serpentes decidem lutar contra os Ghoulies. Jughead se entrega para evitar derramamento de sangue, mas Penny quebra sua promessa, e os Ghoulies atacam Jughead. Sabendo isso, F.P. vai salvá-lo. Mais tarde, Archie, Cheryl, Betty e os Serpentes encontram F.P. carregando o corpo ensanguentado e inconsciente de Jughead. |              | |                   |                                          |                        |                  |                     |
| 35 | 22           | "Chapter Thirty-Five: Brave New World" "(Capítulo Trinta e Cinco: Admirável Mundo Novo)" (BR)                   | Steven A. Adelson | Roberto Aguirre-Sacasa                   | 16 de maio de 2018     | T13.20822        | 1.28                |
| Jughead sobrevive seu ataque e F.P. revela que Fangs está vivo. O xerife Minetta revela que o segundo Capuz Negro é Tall Boy, que foi morto por um oficial. Cheryl descobre que Penelope e Claudius se encontram com Hiram e informa Veronica, que revela isso a Hermione. Hermione, acreditando ser concebível que Hiram planejasse o ataque no debate, revela a Veronica que Hiram planeja consolidar todo o Southside, e precisa do Whyte Worm para colocar seu plano completamente em movimento. Jughead, Archie e Cheryl lideram os Serpentes para o Northside, onde recebem asilo. Veronica compra o Worm e negocia com Hiram em troca do Pop's. F.P. se aposenta dos Serpentes, nomeando Jughead o novo rei, com Cheryl se juntando aos Serpentes. Hermione vence a eleição para prefeito. Mais tarde, Hiram se encontra com Penny, Penelope, Claudius, Xerife Minetta e Malachi, para discutir a união de forças. Archie é eleito presidente do corpo estudantil, mas é injustamente preso pelo Xerife Minetta pelo assassinato de um dos intrusos da casa do lago que um dos capangas de Hiram matou. |              | |                   |                                          |                        |                  |                     |

## Audiência
| №  | Título                                             | Exibição original      | Rating/share (18–49) | Audiência (em milhões) | DVR (18–49) | Audiência em DVR (milhões) | Total (18–49) | Audiência total (em milhões) |
| -- | -------------------------------------------------- | ---------------------- | -------------------- | ---------------------- | ----------- | -------------------------- | ------------- | ---------------------------- |
| 1  | "Chapter Fourteen: A Kiss Before Dying"            | 11 de outubro de 2017  | 0.8/3                | 2.34                   | 0.6         | 1.40                       | 1.4           | 3.74                         |
| 2  | "Chapter Fifteen: Nighthawks"                      | 18 de outubro de 2017  | 0.6/2                | 1.76                   | 0.6         | 1.34                       | 1.2           | 3.10                         |
| 3  | "Chapter Sixteen: The Watcher in the Woods"        | 25 de outubro de 2017  | 0.6/2                | 1.62                   | 0.6         | 1.32                       | 1.2           | 2.94                         |
| 4  | "Chapter Seventeen: The Town That Dreaded Sundown" | 1 de novembro de 2017  | 0.6/2                | 1.51                   | 0.5         | 1.30                       | 1.1           | 2.80                         |
| 5  | "Chapter Eighteen: When a Stranger Calls"          | 8 de novembro de 2017  | 0.5/2                | 1.47                   | 0.5         | 1.23                       | 1.0           | 2.70                         |
| 6  | "Chapter Nineteen: Death Proof"                    | 15 de novembro de 2017 | 0.5/2                | 1.43                   | 0.5         | 1.23                       | 1.0           | 2.66                         |
| 7  | "Chapter Twenty: Tales from the Darkside"          | 29 de novembro de 2017 | 0.5/2                | 1.45                   | 0.5         | 1.19                       | 1.0           | 2.64                         |
| 8  | "Chapter Twenty-One: House of the Devil"           | 6 de dezembro de 2017  | 0.5/2                | 1.48                   | 0.6         | 1.20                       | 1.1           | 2.68                         |
| 9  | "Chapter Twenty-Two: Silent Night, Deadly Night"   | 13 de dezembro de 2017 | 0.5/2                | 1.43                   | N/A         | N/A                        | N/A           | N/A                          |
| 10 | "Chapter Twenty-Three: The Blackboard Jungle"      | 17 de janeiro de 2018  | 0.5/2                | 1.44                   | 0.5         | 1.14                       | 1.0           | 2.59                         |
| 11 | "Chapter Twenty-Four: The Wrestler"                | 24 de janeiro de 2018  | 0.5/2                | 1.39                   | 0.5         | 1.15                       | 1.0           | 2.54                         |
| 12 | "Chapter Twenty-Five: The Wicked and the Divine"   | 31 de janeiro de 2018  | 0.5/2                | 1.34                   | 0.5         | 1.06                       | 1.0           | 2.40                         |
| 13 | "Chapter Twenty-Six: The Tell-Tale Heart"          | 7 de fevereiro de 2018 | 0.5/2                | 1.28                   | 0.4         | 0.96                       | 0.9           | 2.24                         |
| 14 | "Chapter Twenty-Seven: The Hills Have Eyes"        | 7 de março de 2018     | 0.5/2                | 1.26                   | 0.4         | 0.95                       | 0.9           | 2.22                         |
| 15 | "Chapter Twenty-Eight: There Will Be Blood"        | 14 de março de 2018    | 0.4/2                | 1.19                   | 0.4         | 0.91                       | 0.8           | 2.10                         |
| 16 | "Chapter Twenty-Nine: Primary Colors"              | 21 de março de 2018    | 0.4/2                | 1.16                   | 0.4         | 0.94                       | 0.8           | 2.10                         |
| 17 | "Chapter Thirty: The Noose Tightens"               | 28 de março de 2018    | 0.3/1                | 0.96                   | 0.4         | 0.91                       | 0.7           | 1.87                         |
| 18 | "Chapter Thirty-One: A Night to Remember"          | 18 de abril de 2018    | 0.4/2                | 1.10                   | 0.3         | 0.83                       | 0.7           | 1.93                         |
| 19 | "Chapter Thirty-Two: Prisoners"                    | 25 de abril de 2018    | 0.4/2                | 1.17                   | 0.4         | 0.81                       | 0.8           | 1.97                         |
| 20 | "Chapter Thirty-Three: Shadow of a Doubt"          | 2 de maio de 2018      | 0.4/2                | 1.11                   | 0.4         | 0.93                       | 0.8           | 2.04                         |
| 21 | "Chapter Thirty-Four: Judgment Night"              | 9 de maio de 2018      | 0.4/2                | 1.00                   | 0.3         | 0.90                       | 0.7           | 1.91                         |
| 22 | "Chapter Thirty-Five: Brave New World"             | 16 de maio de 2018     | 0.4/2                | 1.28                   | 0.4         | 0.76                       | 0.8           | 2.04                         |